# Краббендам
Краббендам (нід. Krabbendam) — село в нідерландській провінції Північна Голландія. Входить до муніципалітету Схаген.
Його площа — 0,84 км², а населення станом на 2021 рік становило 135 осіб.
Перша згадка про населений пункт датується 1413 роком.

## Галерея

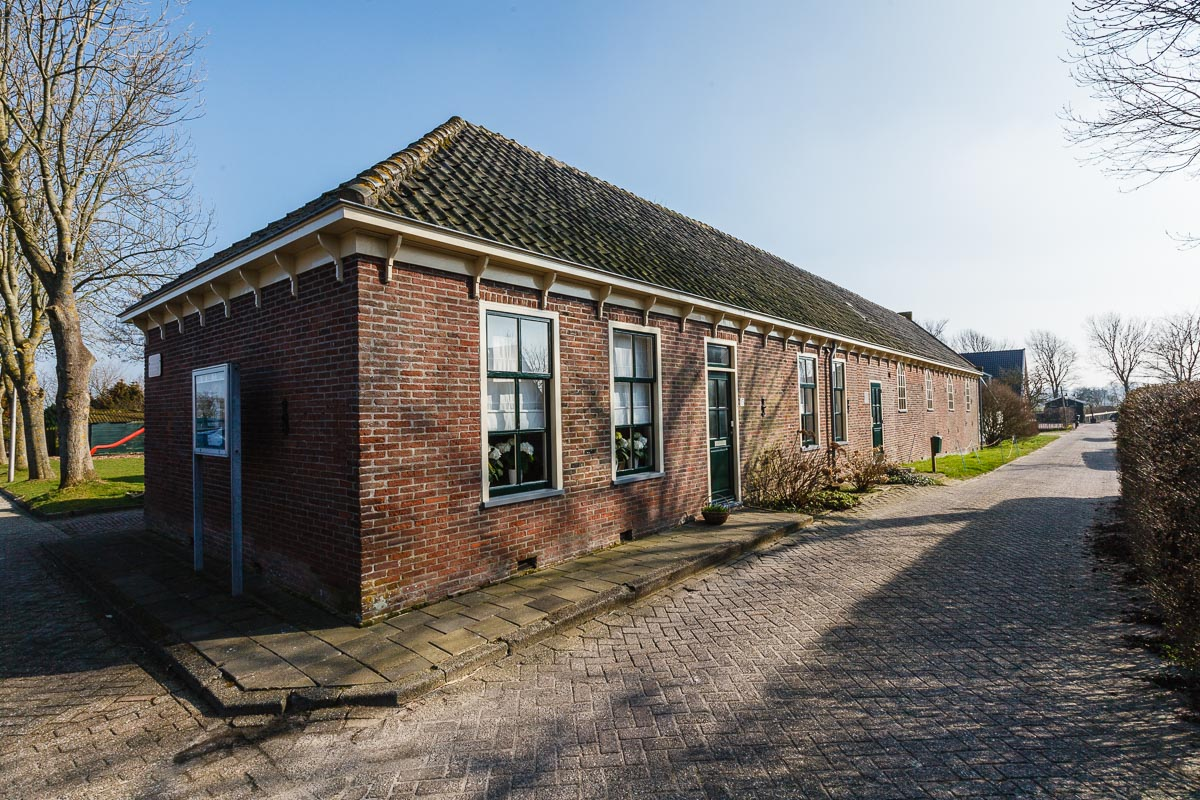
Реформістська церква в селі